# Kléber Laube Pinheiro
Kléber Laube Pinheiro (Estância Velha, Brasil, 2 de mayo de 1990), conocido como chalequito Kléber, es un futbolista brasileño. Juega de delantero y se encuentra sin equipo tras abandonar el Yokohama FC de Japón.

## Trayectoria
Kléber comenzó su carrera en el Clube Atlético Mineiro, club en el que se formó como jugador. El 21 de febrero de 2009, jugó su primer partido con el primer equipo, frente a Rio Branco Sport Club de la Liga del Estado de Minas Gerais.
En el verano de 2009 Kléber dejó su país y fichó por Club Sport Marítimo de Portugal, en calidad de préstamo. Hizo su debut el 20 de septiembre, jugando 10 minutos en la derrota de visita por 2-1 contra el C. D. Nacional. 
Terminó su primera temporada con 8 goles en 21 partidos con el Marítimo, además de haber terminado en 5.ª posición en la liga, clasificando a los play-offs de la Liga Europa de la UEFA. 
Después de hacerse oficial el interés del F. C. Porto por contratarlo, Kléber se negó a iniciar la temporada 2010-11 con su club, a pesar de que todavía tenía un año más de contrato. Al final, se quedó en Madeira y terminó la campaña de la liga con 7 goles en 18 partidos. 
El 4 de julio de 2011, Kléber finalmente se trasladó a Porto, a un costo de € 2.3 millones, firmando un contrato de cinco años. Anotó cinco goles en cinco partidos en la pretemporada del equipo.
Luego se conoce su préstamo al Sociedade Esportiva Palmeiras, cuyo contrato va hasta el 30 de junio de 2013.

## Clubes
| Club                         | País     | Año       | Partidos | Goles |
| ---------------------------- | -------- | --------- | -------- | ----- |
| Atlético Mineiro             | Brasil   | 2009-2011 | 11       | 1     |
| C. S. Marítimo (cedido)      | Portugal | 2009-2011 | 41       | 16    |
| F. C. Porto                  | Portugal | 2011-2015 | 43       | 11    |
| S. E. Palmeiras (cedido)     | Brasil   | 2013      | 11       | 2     |
| F. C. Porto "B"              | Portugal | 2013-2014 | 15       | 3     |
| G. D. Estoril Praia (cedido) | Portugal | 2014-2015 | 30       | 12    |
| Beijing Guoan                | China    | 2015-2016 | 11       | 0     |
| G. D. Estoril Praia          | Portugal | 2016-2019 | 56       | 19    |
| JEF United Chiba             | Japón    | 2019-2020 | 65       | 24    |
| Yokohama FC                  | Japón    | 2021-2022 | 37       | 9     |